# Enytus apostata
Enytus apostata är en stekelart som först beskrevs av Johann Ludwig Christian Gravenhorst 1829.  I den svenska databasen Dyntaxa används istället namnet Enytus apostatus. Enytus apostata ingår i släktet Enytus och familjen brokparasitsteklar. Arten är reproducerande i Sverige. Inga underarter finns listade i Catalogue of Life.